# Кеннеди, Артур (актёр)
Артур Кеннеди (англ. Arthur Kennedy, при рождении Джон Артур Кеннеди; 17 февраля 1914, Вустер — 5 января 1990, Брэнфорд) — американский актёр, пятикратный номинант на премию «Оскар», лауреат премии «Золотой глобус».

## Биография
Родился 17 февраля 1914 года в городе Вустер, штат Массачусетс в семье Хелен Кеннеди и Дж. Т. Кеннеди.
Успешно окончил Академию Вустер и Школу драмы Карнеги-Мэллон. Актёрские способности Кеннеди были обнаружены актёром Джеймсом Кэгни.
Первую роль Кеннеди сыграл в фильме «Завоевать город». Популярность пришла к актёру, когда он сыграл вместе с молодым Кирком Дугласом в «оскароносном» фильме «Чемпион». Роль принесла Кеннеди первую номинацию на «Оскар».
В 1955 году Кеннеди получил «Золотой глобус» за второстепенную роль в фильме «Процесс».

### Личная жизнь
Артур Кеннеди был женат на Мэри Чеффри с 1938 года вплоть до её смерти в 1975 году. У них было двое детей — сын Терренс и дочь Лори.

### Смерть
Последние годы жизни актёр страдал от рака щитовидной железы и заболевания глаз. Артур Кеннеди скончался 5 января 1990 года от злокачественной опухоли мозга. Похоронен на кладбище Вудлоун в провинции Новая Шотландия.

## Избранная фильмография
- Завоевать город (1940) — Эдди Кенни
- Высокая Сьерра (1941) — Рэд
- Они умерли на своих постах (1941) — Нед Шарп
- Западное шоссе (1941) — Джордж Фостер
- Отчаянное путешествие (1942) — офицер Джед Форрест
- Военно-воздушные силы (1943) — лейтенант Мак-Мартин
- Сопротивление вражескому допросу (1944) — сержант Альфред Мейсон, член экипажа «B-99» (документальный, учебный, пропагандистский; в титрах не указан)
- Преданность (1946) — Бренуэлл Бронте
- Бумеранг! (1947) — Джон Уолдрон
- Чемпион (1949) — Конни Келли
- Окно (1949) — мистер Эд Вудри
- Слишком поздно для слёз (1949) — Алан Палмер
- Чикагский предел (1949) — Томми Дитман
- Стеклянный зверинец (1950) — Том Уингфилд
- Блестящая победа (1951) — Ларри Невинс
- Излучина реки (1952) — Эмерсон Коул
- Пресловутое ранчо (1952) — Верн Хаскелл
- Сильные мужчины (1952) — Уэс Мэритт
- Человек из Ларами (1955) — Уик Хансбро
- Часы отчаяния (1955) — Джесс Бард
- Побег (1955) — Джо Куин
- Пэйтон Плэйс (1957) — Лукас Кросс
- И подбежали они (1958) — Фрэнк Хирш
- Летнее место (1959) — Барт Хантер
- Элмер Гантри (1960) — Джим Леффертс
- Варавва (1961) — Понтий Пилат
- Убийство, сказала она (1961) — доктор Пол Куимпер
- Лоуренс Аравийский (1962) — Джексон Бентли
- Осень шайеннов (1964) — Док Холлидей
- Они шли на Восток (1964) - Ферро-Мария Ферри
- Невада Смит (1966) — Билл Боудр
- Фантастическое путешествие (1966) — доктор Дюваль
- Битва за Анцио (1968) — генерал-майор Джек Лесли
- Акула! (1969) — Док
- Пускай мёртвые лежат в могилах (1974) — Сержант
- Рим полный насилия (1976) — Руини, глава полиции Рима
- Часовой (1977) — Монсеньор Франчино
- Секретная операция (1978) — глава отдела ЦРУ в Афинах

## Номинации
| Год  | Премия                                              | Фильм            | Победитель                           |
| ---- | --------------------------------------------------- | ---------------- | ------------------------------------ |
| 1949 | Премия «Оскар» за лучшую мужскую роль второго плана | Чемпион          | Дин Джаггер — Ровно в полдень        |
| 1951 | Премия «Оскар» за лучшую мужскую роль               | Блестящая победа | Хамфри Богарт — Африканская королева |
| 1955 | Премия «Оскар» за лучшую мужскую роль второго плана | Процесс          | Джек Леммон — Мистер Робертс         |
| 1957 | Премия «Оскар» за лучшую мужскую роль второго плана | Пэйтон Плэйс     | Рэд Баттонс — Сайонара               |
| 1958 | Премия «Оскар» за лучшую мужскую роль второго плана | И подбежали они  | Бёрл Айвз — Большая страна           |